# Pseudanthias leucozonus
Pseudanthias leucozonus és una espècie de peix de la família dels serrànids i de l'ordre dels perciformes.

## Morfologia
- Els mascles poden assolir 10 cm de longitud total.[4][5]

## Hàbitat
És un peix marí de clima temperat i associat als esculls de corall que viu fins als 40 m de fondària.

## Distribució geogràfica
Es troba al Japó.